# Осташівський став
Оста́шівський став — штучна водойма (став), створений на річці Уманка, притоці Ятрані. Розташований в Умані, на південний захід від центру міста. 
Довжина 2,15 км, пересічна ширина 200 м (максимальна 410 м). Центральна частина водоймища має рівномірну глибину 3—3,2 м, шар мулу до 0,5 м. Площа водного дзеркала ставу — 84,9 га, максимальна глибина води біля греблі — 3,5 м, об'єм води — 994000 м³. 
Точна дата створення ставка невідома, але відомо, що з 1788 року діяло 4 водяні млини: на Осташівській греблі, на Зарембовій, на греблі біля теперішнього підприємства «Іскра» і на греблі навпроти господарчого двору заводу «Мегомметр» (дві останніх не збереглися). 
Ставом опікується Уманське товариство мисливців і рибалок. Щодня тут рибалять до 200 людей. На березі є станція човнів, діти катаються на байдарках, купаються. 
Влітку 1954 і 1955 років замість дерев'яних мостів будуються залізобетонні: по вул. Заводській через річку Уманку; по вул. Незалежності на Осташівській дамбі та по вул. Успенської (біля млина). 
Став використовується для технічного водопостачання промислових підприємств, оскільки на лівому березі розміщено вітамінний завод, завод пиво-безалкогольних виробів, лікеро-горілчаний завод. На лівому березі сільськогосподарські ділянки місцевих жителів в окремих місцях підходять майже безпосередньо до води, залишається тільки вузька прибережна стежка. 
Прибережна рослинність представлена такими видами, як рогіз широколистий (Typha latifolia L.), частуха подорожниковидна (Alisma plantago aquatica L.), комиш лісовий (Scirpus sylvaticus L.), гірчак земноводний (Polygonum amphibium L.), осока чорна (Carex nigra (L.) Reichard.), осока рання (Carex praecox Schreb.), череда трироздільна (Bidens tripartita L.), полин звичайний (Artemisia vulgaris L.), перстач гусячий (Potentilla anserine L.), конюшина повзуча (Trifolium repens L.).

## Зображення